# Christian Michelsen
Pour les articles homonymes, voir Michelsen.
Peter Christian Hersleb Kjerschow Michelsen, né le 15 mars 1857 à Bergen et mort le 29 juin 1925, est un homme d'affaires et homme d'État norvégien spécialisé dans le transport maritime qui fut le premier Premier ministre de la Norvège en tant qu'État indépendant, de 1905 à 1907.

## Biographie
Michelsen est connu pour son rôle central dans la dissolution de l'union entre la Norvège et la Suède en 1905, la Suède-Norvège, et fut l'un des politiciens les plus influents de la Norvège de son temps.
Michelsen, bien que croyant en une république démocratique en Norvège, accepta qu’une monarchie démocratique aurait les plus grandes chances d’être acceptée à l’étranger et parmi une majorité de Norvégiens. Le prince Carl de Danemark devient alors le roi Haakon VII de Norvège en 1905, après qu’un nouveau référendum eut donné aux partisans de la monarchie environ 79 % des suffrages exprimés.